# Chalepogenus goeldianus
Chalepogenus goeldianus är en biart som först beskrevs av Heinrich Friese 1899.  Chalepogenus goeldianus ingår i släktet Chalepogenus och familjen långtungebin. Inga underarter finns listade i Catalogue of Life.